# 白衣觀音
白處觀自在菩薩（羅馬化：Pāṇḍaravāsinī，悉昙体：𑖢𑖯𑖜𑖿𑖚𑖨𑖪𑖯𑖭𑖰𑖡𑖱；音译半拏羅婆悉儞），又名白衣觀音、白衣觀自在、白衣大士、觀音母、觀自在母，是观世音菩萨的女性形象，属于三十三观音之一。漢傳佛教所廣泛信仰的觀世音菩薩实为白衣觀音。
她是觀音母、蓮華部母與蓮華部主。
在藏傳佛教則稱她為白衣佛母，為五方佛母之一。代表自性清淨法性與勝義菩提心而密號為『離垢金剛』。
在宋朝由施護所翻譯的《佛說一切如來金剛三業最上祕密大教王經》中，相當於《無上瑜伽秘密集會怛特羅》中白衣觀音又名為『Ragarati』（愛染適悅女）代表「愛染清淨」。

## 关于名称

### 漢傳經典譯名
白衣觀音於不同的經典有不同的譯名：
- 白衣觀自在：不空譯《菩提場所說一字頂輪王經》之譯名。
- 白衣觀世音菩薩：菩提流志譯《不空羂索神變真言經卷》、不空譯《攝無礙大悲心大陀羅尼經計一法軌》之譯名。
- 觀音母：善無畏譯《蘇悉地羯羅經》之譯名。
- 白處尊：善無畏講述而由一行筆記的《大日經疏》之譯名。
- 白衣菩薩：施護譯《一切如來金剛三業最上祕密大教王經》與《一切祕密最上名義大教王儀軌》之譯名。

### 梵名意義
白衣觀音的梵名為（Pāṇḍaravāsinī），其中Pāṇḍara意为純白、乳白、白皙、潔白；Vāsin意为「居住於……之女」、「着……衣之女子」。因此白衣觀音於漢譯密教經典中也有「白處女」、「白衣女」的直譯。
關於白衣觀音的名字意義：
- 唐密大日宗：在密教大日宗的《大日經疏》解釋白衣觀音常在白蓮花之中而名為「白處」，亦名為「最白淨處」而出生「普眼」，因此白衣观音即为產出蓮華部諸尊的蓮花部母。同樣在《大日經疏》也進一步解釋了「白」為『法界之體明白無染、法體離一切過錯，然而一切有情，皆同於妙法界者』，所以『白』亦是「大慈悲」的意思，滅除一切災厄，救苦救難，令眾生同入清淨無垢蓮華胎藏，即所謂『菩提心為因，大悲為根，方便為究竟』。
- 唐密金剛頂瑜伽宗：密教金剛頂瑜伽宗則將「白」解釋為「菩提心」具『勝義、行願、三摩地』三門分別之菩提心。
  - 『行願菩提心』即白衣觀音利益安樂一切有情界無餘，普眼遍觀十方含識猶如己身，以謂菩提心所起願行，及身口意，悉皆平等遍一切處，純一妙善備具眾德利益眾生安住無上菩提，又於大悲門中以方便善巧波羅蜜多救濟眾生，隨眾生願而給付之，乃至自己身命而不悋惜，令其安存，使令悅樂。
  - 『勝義菩提心』即摩訶般若波羅蜜多，證悟一切法不生不滅，導入萬行以入妙智海，白衣觀音活於摩訶般若波羅蜜多之中，不住生死亦不入涅槃，度一切苦厄。
  - 『三摩地菩提心』即是觀自在奧祕瑜伽得「自性淨法性」。所謂三摩地是一種力量強大的精神境界中，能自在控制心靈活動因此離於煩惱纏縛出生智慧，能達自性清淨法性如來 ，悟一切如來法身，證法界體性智。

## 形象

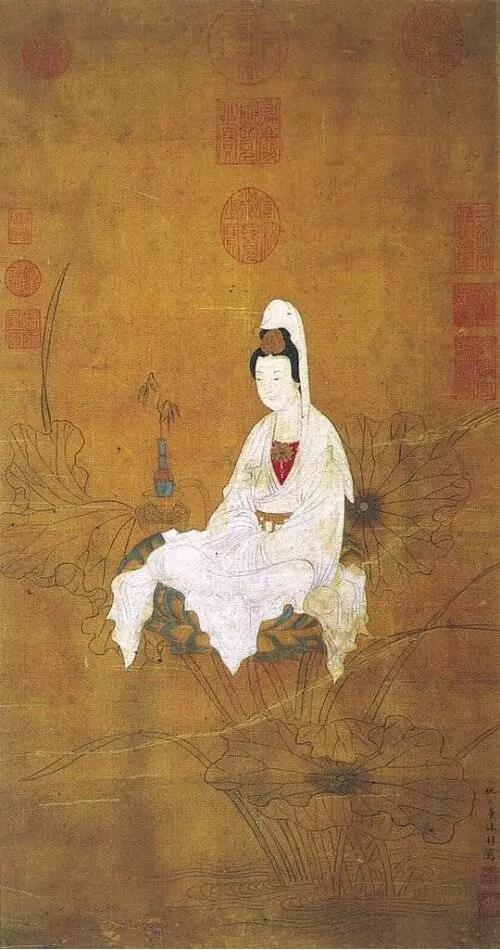
明代仇珠所绘《白衣大士像》，现藏于台北故宫博物院。

### 蓮華部族母白衣觀音
在善無畏所翻譯的《大毘盧遮那成佛神變加持經》與由善無畏講述、一行所記的《大毘盧遮那成佛經疏》皆將蓮華部母白衣觀音之形象為髮冠覆白色純帛，全身襲純素衣，左手持蓮花。
不空所譯的《菩提場所說一字頂輪王經》則記載蓮華部族母白衣觀音的形象為頭上至身披有布帛，並以蓮花的藤蔓裝飾身體、右手持真多摩尼寶能心願隨求實現，左手施與願印。在不空所翻譯的其他佛經中亦可見到白衣觀音不同的持物，例如《阿唎多羅陀羅尼阿嚕力經》中，白衣觀音左手持棒或持羂索，右手執於般若梵夾。白衣觀音持般若梵夾表為『蓮華部母白衣明」能夠息災，具有滅罪息災、滅苦息災、除難息災、障礙息災而世、出世悉地成就，因此要修觀音法門必定要修白衣觀音真言。
不空與善無畏的譯文，對於蓮華部母白衣觀音形象皆為全身披帛，對於持物則有不同。
日本佛教台密承澄所編撰《阿婆縛抄》也記載「右手持般若梵篋，左手持羂索」又說她非常柔軟、慈悲，有求必應。不空譯《菩提場所說一字頂輪王經》大約在天寶十二年（753年），不空譯經的時代大约在705年至744年之間，因此大約可以推測白衣觀音在中國的信仰最晚在六、七世紀已萌芽，這與密教在中國流行的時間相當。後世看到許多髮冠披白帛、全身襲白衣、結跏趺坐的白衣觀音女性菩薩形像皆源自蓮華部母白衣觀音。

### 六臂三面白衣觀音
在宋代密教經典《佛說瑜伽大教王經》中她的形象為六臂三面，面各三目一切裝嚴。右第一手作無畏印，第二手持金剛杵，第三手持箭，左第一手持蓮花，第二手持數珠，第三手持弓，結跏趺坐觀想。並說白衣觀音菩薩，降甘露雨及雨珍寶，能作最上增益之法。此六臂三面白衣觀音之形象傳入西藏後，成為了藏密薩迦派所信仰的本尊『六臂度母』。

### 女身菩薩
密教與顯教主張的女身轉男身成佛不同，密教主張女性也能以女身成佛，而為女身如來。依《金剛頂瑜伽中發阿耨多羅三藐三菩提心論》主張父母所生肉身，能夠即身成佛，這是密教承認女身如來的緣由。不像歧視女身的顯教認為女性不能以女身成就無上正等正覺。

## 密教信仰
日本真言宗主張『所有的觀音菩薩皆由蓮華部母白衣觀音所隨機應化、出生，她是一切觀音之本尊』。日本真言宗僧覺禪所著《覺禪抄》記載：「白衣觀音其形慈悲柔軟，如是天女著白色青羅衣，頭髮上覆白帛，或有頂戴阿彌陀尊，左手持念珠，右手持印文，足下踏白蓮。又舉有左手持印鑰，右手持楊柳枝，或立於二蓮花上，右手執念珠，左手作蓮花指印。」
《白寶口抄》解釋「白衣觀音為大息災之主，所以手持楊柳，拂去一切不祥和災難。」以白衣觀音為本尊祈請息災增福壽之密法，白衣觀音法或白處尊法。
在華人地區所傳白衣大士神咒所云「救苦救難觀世音菩薩」、「人離難，難離身，一切災殃化為塵」，可謂是唐密白衣觀音作為息災本尊之餘緒。
由於白衣觀音她是蓮華部母，所以弘法大師描述白衣觀音形象柔和表大慈大悲。現在所见到的騎龍、鯉魚、楊柳等觀音形象，全都是白衣觀音演变而來。
西藏密教無上瑜伽續稱白衣觀音為白衣佛母作為「女性身的佛陀」，她是無量壽如來的『铄乞底』。
白衣佛母代表五大中的火大表示為大愛染慈悲，她也代表淨化五蘊中的「想蘊」成為「妙觀察智」，由她的心中發出妙觀察智光引導眾生開悟。

## 註腳
1. ↑  権田雷斧教授 藤岡勝二筆記 王宏願譯註.  （中文）. 自性清淨法性，如蓮華愛染性而不被塵垢所染，證此真理故，起同體大悲，而救濟眾生是為蓮華部。在佛教中出淤泥而不染的「蓮華」是純淨和離垢的一個主要佛教象徵，在般若理趣經中代表菩薩為了於生死流轉中救度一切眾生而不取涅槃，如妙色蓮華愛染眾生，處在五濁惡世之中亦如蓮華不染煩惱塵垢，這是因為有般若波羅蜜多才能不染生死煩惱。
2. ↑   羅伯特比爾著繪 向紅茄譯.  （中文）.
3. ↑  於真言密教則云『金剛身來自大悲蓮華胎藏生』，一切如來皆由波羅蜜多清淨智之蓮華胎藏所出生。
4. ↑   沙門一行阿闍梨記.  （中文）. 白者即是菩提之心。住此菩提之心。即是自住處也。此菩提心從佛境界生也。常住於此能生諸佛也。此是觀音母。即蓮花部主也。
5. ↑   吉布. . 台北市: 橡樹林出版社. 2007.9: 49. ISBN 978-986-7884-72-5 （中文）. 女性佛陀不僅是證悟經驗的體現，同時也是將修行者引導至她們所象徵的證悟境界的工具
6. ↑   詳見森口光俊. . : 18.
7. ↑   《大毘盧遮那成佛神變加持經》:「近聖者多羅，住於白處尊，髮冠襲純帛，鉢曇摩華手。」《大毘盧遮那成佛經疏》：「多羅之右置半拏囉嚩悉寧譯云白處。以此尊常在白蓮花中，故以爲名。亦戴天髮髻冠。襲純素衣。左手持開敷蓮花，從此最白淨處出生普眼。故此三昧名爲蓮花部母也。」《大毘盧遮那經廣大儀軌》：「次近聖多羅，臺中觀半字，放⽩淨光輪圓明現⽩處，髮冠襲純⽩，持鉢曇摩⼆⽻，虛⼼合輪⼊掌中，空輪捻其上是⽩處尊印。」
8. ↑   《菩提場所說一字頂輪王經》:「畫⽩⾐觀⾃在。以蓮花鬘莊嚴其⾝。以寶繒⾓絡披。右⼿把真多摩尼寶。第⼆⼿施願。此菩薩是蓮花族母。應於蓮花上坐。」
9. ↑   《阿唎多羅陀羅尼阿嚕力經》:「聖者半拏羅婆悉儞菩薩(白衣觀自在母也)髮亦上結。寶冠種種寶衣以為莊嚴。著白色衣天衣為黑。左手持棒或持羂索。右手執於般若梵夾」
10. ↑   德吉卓瑪. . 北京: 中國藏學出版社. 2007.1: 136. ISBN 7-80057-826-7 （中文）. 六臂度母是藏傳佛教薩迦派作為本尊加以修持的一位度母，現十六歲妙齡少女身，三面三目六臂，美麗動人，莊嚴美麗，身放紅色光芒，如母親慈祥和藹，利己利他，慈憫饒益於人，成就己彼事業，令一切眾生歡喜
11. ↑  権田雷斧教授 藤岡勝二筆記 王宏願譯註. . 台北市: 天華出版社. 2000: 70. ISBN 978-9576651168 （中文）. 小乘論女人具五障，故女身不能成佛，三乘教者，權方便之教也。其說法多隨於小乘，故立女人變成男子而成佛之義，此亦不許女身之成佛也。阿彌陀佛四十八願，其第三十五願立變成男子之願，故果上之安養界不置女人，蓋其本願之所以立者，由於三乘教也，豈別有深旨歟！若一乘教之天台，以《法華·提婆品》說龍女變成男子於南方無垢世界成正覺故。女身不許成佛，經有顯證，或有欲立女身成佛義而為種種解釋者，皆曲解也。若華嚴經雖未明女身之不能成佛，而亦未說女身之成佛也。此皆顯教隨機隨他意之說法，所以不能盡佛教之真髓也。密教者，佛隨自意說自內證之法也，故其於佛教之真髓，即一切法之真理，顯豁呈露而無餘。且夫法性不緣起而開天闢地也，斯亦已耳。若緣起而成天以覆，成地以載，則位於其中間之人類動物，其男女雌雄者，法性緣起自然之理也。且男子與女人皆六大之所成，故得以男子之身成男佛，亦得以女子之身成女佛。何以故？同六大(地、水、火、風、空、識)之所成故，六大即本有本覺之毘廬遮那身故 。夫何變成男子之云也？男女者，法性真理所具之功德也，夫又將何取何捨哉!故毘廬遮那如來之密嚴淨土，有四波羅蜜多之定女菩薩，內外八供養之天女使，鈎索鎖鈴之四攝天女菩薩者，示男女之皆得以父母所生肉身成佛也 ，斯真男女平等之玄旨也，斯教之所以稱『密』也。 "
12. ↑   釋惟勵. . 台北市: 八正文化. 2007.1: 223. ISBN 978-986-82500-0-0 （中文）. 「住法但觀菩提心。佛說此中具萬行 。漸足清白純淨法也。此菩提心。能包藏一切諸佛功德法故。若修證出現。則為一切導師。若歸本則是密嚴國土不起于座能成一切事。讚菩提心曰：若人求佛慧，通達菩提心，父母所生身，速證大覺位。」。
13. ↑   李南. . 北京: 中國大百科全書出版社. 2017.5: 116. ISBN 978-7-5202-0086-8 （中文）. 密教的學說主張即身成佛，鑑於身體可為男身，也可為女體，若否定女性佛的存在，即身成佛的理論就顯得不夠完滿。
14. ↑   顯教諸多經典如《法華經》 、《佛說超日明三昧經》等等皆闡明女身有五障不能以女身成佛，又《佛說腹中女聽經》：「女人身當內自觀。譬如機關骨節相柱。但筋皮上。女人常畏人。譬如鵄梟蛇蚖蝦蟇。不敢晝日出。常畏人譬如婢使。常與惡露臭處俱。雖是國王女。猶復畏人。女人眾惡亦復如是。」更是闡述顯教厭女的觀點。相對下密教則有女性崇拜而尊重女性。參考岩本裕著、劉欣如譯. . 台北市: 大展. 1998.8. ISBN 957-557-850-3 （中文）.
15. ↑   達賴喇嘛、圖丹・卻准. . 台北市: 橡實文化. 2017.8: 324. ISBN 978-986-5623-69-2 （中文）. 根據巴利語傳統，人可以女相成為聖者和阿羅漢，但無法成佛。根據密續乘的說法，一個人也可以女身相成佛
16. ↑   依宗喀巴著、法尊譯的《密宗道次廣論》，薄伽梵(bhagavant)安住母邑(mātṛgrāma)白衣佛母之密處而名為「薄伽(bhaga)」，薄伽(bhaga)在密續表示智慧力，bhagavant=bhaga(智慧力)+vant(擁有)即擁有力量，這是印度教夏克提派的思想，所以白衣佛母就是無量壽如來的铄乞底。

## 來源
書籍
- 《大毘盧遮那成佛經疏(大日經疏)》，唐 ‧ 沙門一行阿闍梨，新逍遙園譯經院
- 《密教思想與生活》，釋悟光，圓方出版社文化 ISBN 978-988-8237-88-3
- 《曼荼羅的世界》，蔡東照編著，濃濃出版社 ISBN 978-7-5202-0086-8
- 《梵學探幽-印度文化論集》，李南，中國大百科全書出版社 ISBN 978-7-5202-0086-8
- 《菩提心論注疏》，釋惟勵，八正文化 ISBN 978-986-82500-0-0
- 《圖解佛教生死書》，釋心田，文經社 ISBN 978-957-663-597-7